# Клестово (Удмуртия)
Клестово — деревня в Каракулинском районе Удмуртии. Входит в состав Каракулинского сельского поселения.

## География
Деревня расположена на юго-востоке республики на расстоянии примерно в 4 километрах по прямой к юго-западу от районного центра Каракулино.
Часовой пояс
Деревня Клестово как и вся Удмуртия, находится в часовой зоне МСК+1. Смещение применяемого времени относительно UTC составляет +4:00.

## Население
| 2009 | 2010 | 2012 |
| ---- | ---- | ---- |
| 0    | →0   | ↗1   |

Национальный состав
Согласно результатам переписи 2002 года, русские составляли 100 % из 2 чел..